# Enfants Terribles
Palmarès
voir ici
Enfants Terribles est un clan de catcheurs appartenant à la Wrestle-1, une fédération de catch japonaise, fondée le 11 août 2017 par Shotaro Ashino, Yusuke Kodama et Seigo Tachibana après que Ashino est quitté TriggeR et soit aligner avec Tachinaba et que Kodama est quitté NEWERA pour s'associer à eux. Ils seront plus tard rejoints par le quatrième membre Drunk Andy, qui se révélera plus tard être Kenichiro Arai. Par la suite, Tachibana a été viré du clan et ils ont été rejoints par Kumagoro, qui s'est renommé et changé de nom pour celui de Kuma Arashi.
Après la fermeture de la Wrestle-1, Ashino, Kodama et Arashi ont réformé le groupe à la All Japan Pro Wrestling. En février 2021, le groupe se retourne contre Ashino et le remplace par Jake Lee.

## Carrière

### Wrestle-1 (2017-2020)
Le 20 mars 2017, Shotaro Ashino bat Masayuki Kōno pour remporter le Wrestle-1 Championship, et après le match son coéquipier de TriggeR, Shūji Kondō, le challenge pour un match de championnat. Le 19 avril, il conserve le titre contre Shūji Kondō et quitte TriggeR après le match.
Le 6 mai, Shotaro Ashino et Kuma Arashi battent new Wild order (Akira et Manabu Soya) et remportent les Wrestle-1 Tag Team Championship et Ashino annonce après le match qu’aujourd’hui est le commencement du second chapitre d'Enfants Terribles. Le 13 juin, Yusuke Kodama bat Seiki Yoshioka et remporte le Wrestle-1 Cruiser Division Championship pour la deuxième fois. Le 22 juin, Shotaro Ashino et Kuma Arashi perdent les Wrestle-1 Tag Team Championship contre Jiro Kuroshio et Masato Tanaka.
Le 2 septembre, Shotaro Ashino bat Manabu Soya et remporte le Wrestle-1 Championship pour la deuxième fois. 
Le 17 novembre, Kuma Arashi bat Ganseki Tanaka et remporte le Wrestle-1 Result Championship. Le 5 janvier 2019, Shotaro Ashino perd le Championnat De La Wrestle-1 contre T-Hawk.
Le 1er août, Shotaro Ashino et Yusuke Kodama battent Shūji Kondō et Manabu Soya et remportent les vacants Wrestle-1 Tag Team Championship.
Le 6 septembre, René Duprée est annoncé comme le nouveau membre du clan.
Lors de Wrestle Wars 2020, Ashino et Kodama perdent les Wrestle-1 Tag Team Championship contre Koji Doi et Daiki Inaba.

### All Japan Pro Wrestling (2020-2021)
Le 6 avril 2020, Shotaro Ashino fait une apparition à la All Japan Pro Wrestling, annonçant qu'il allait devenir un régulier de la promotion. Après son arrivée,Yusuke Kodama et Kuma Arashi rejoignent également la promotion pour reformer le groupe.
Le 30 août, Koji Doi est révéler comme nouveau membre du clan.
Le 24 octobre, Kuma Arashi et Shotaro Ashino perdent contre Violent Giants (Suwama et Shuji Ishikawa) et ne remportent pas les AJPW World Tag Team Championship.
Le 23 février 2021, Ashino se fait expulsé du groupe, à la suite d'un désaccord entre lui et Omori. Il est ensuite remplacé par Jake Lee qui devient le nouveau leader du groupe après avoir trahi son coéquipier et dissous par la même occasion le clan Jin,. Ils sont ensuite rejoint par TAIJIRI et le clan prend le nouveau nom de Total Eclipse.

## Palmarès
- Wrestle-1
  - 2 fois Wrestle-1 Championship - Shotaro Ashino
  - 1 fois Wrestle-1 Cruiser Division Championship - Yusuke Kodama
  - 2 fois Wrestle-1 Tag Team Championship avec Shotaro Ashino et Kuma Arashi (1) Shotaro Ashino et Yusuke Kodama (1)
  - 2 fois Wrestle-1 Result Championship – Seigo Tachibana (1) et Kuma Arashi (1)
  - 1 fois UWA World Trios Championship - Shotaro Ashino, Seigo Tachibana et Yusuke Kodama
  - Wrestle-1 Grand Prix (2018) - Shotaro Ashino
  - Best Wrestler Award (2017) – Shotaro Ashino
  - Best Bout Award (2017) Shotaro Ashino vs. Jiro Kuroshio le 2 septembre
  - Popular Word Grand Prix Award (2017) – "Haaaah" – Seigo Tachibana